# Voussac
Voussac é uma comuna francesa na região administrativa de Auvérnia-Ródano-Alpes, no departamento Allier. Estende-se por uma área de 33,33 km². Em 2010 a comuna tinha 490 habitantes (densidade: 14,7 hab./km²).